# 可即可
可即可（法語：Cogeco）是一家加拿大电信和媒体公司，总部位于魁北克省蒙特利尔，通过各子公司为住宅和商业客户提供服务。该公司为安大略省、魁北克省及美国部分地区的消费者提供有线电视、电话和互联网连接服务。其子公司通过其光纤和数据中心网络在新斯科舍省运营广播电台和公共交通广告公司，以及可能的商业电信和信息技术服务。
“可即可”是法语“通用通讯公司”（法語：Compagnie Générale de Communication）的首字母缩略字。